# Cirque Baroque
 (juin 2023).
 (juin 2023).
Si vous disposez d'ouvrages ou d'articles de référence ou si vous connaissez des sites web de qualité traitant du thème abordé ici, merci de compléter l'article en donnant les références utiles à sa vérifiabilité et en les liant à la section « Notes et références ».
Le Cirque Baroque est un cirque français né en 1986, prenant la suite du Puits aux Images, créé en 1973 par Christian Taguet.

## Histoire
Il est établi à Villemaréchal. Depuis sa création, ce cirque aime à s'emparer d'histoires ou de leurs auteurs pour remodeler des spectacles d'une grande originalité où se mêlent les émotions que l'on attend généralement des spectacles de ce genre, fondées sur la performance et la perfection d'exécution des gestes avec d'autres émotions d'essences théâtrales celles-là et en rapport avec les histoires racontées et les personnages qui les habitent.
Les années saltimbanques" 1974 - 1978
Alors troupe de théâtre de rue et de foires, la compagnie Le Puits aux images – qui deviendra plus tard "Cirque Baroque" – joue Molière (Le Médecin volant et La Jalousie du barbouillé), Dario Fo (extraits du Mystero Buffo) et Casona (La Justice du corregidor) dans les cours du quartier du Marais à Paris et dans la France entière… à travers de nombreuses tournées.
La troupe présente également de nombreux spectacles « saltimbanques » dans le cadre de manifestations et Festivals divers : Fête du Pont-Neuf à Paris, Festivals de Carcassonne, d’Aix-en-Provence, de la Côte d’Opale… ainsi que le Festival mondial de la jeunesse à Cuba.
En 1973 Création de la compagnie "Le Puits aux images".
Spectacle en perpétuelle évolution.
La venue de la troupe s’accompagne – le plus souvent – d’autres manifestations et en particulier des « Rencontres » avec le jeune public, ainsi que d’ateliers et de parades et autres spectacles saltimbanques.
« Le plus différent de tous, c’est peut-être celui-là. Son équipe (très jeune) vient tout droit du théâtre. Uniquement basé sur des numéros d’acrobatie et de clown, le spectacle bénéficie d’une mise en scène très soignée, mélange de tradition et d’antitradition. La musique est remarquable et le petit orchestre a d’ailleurs enregistré un très bon 33 tours. Clowns et acrobates, excellents, déchainent l’enthousiasme des jeunes spectateurs et de leurs parents ». Henriette Bichonnier
« Tous les artistes jouent, dansent, font des acrobaties aériennes ou au sol en une heure et demie de spectacle sans entracte, sans quitter leur personnages typés comme ceux de la Commedia dell’arte. Le charme, la poésie, les gags vont à tous les tournants. Nicoletta a eu le coup de foudre pour Mr Fifredlin qui fait de la musique avec une pompe à vélo et Philippe-Gérard a été subjugué par l’orchestre, venu du jazz et dont la partition est signée Luc le Masne et Philippe Lapeyre … ». Jacqueline Cartier
Un mélange de cirque, de danse, de mime, de musique et de performances plastiques, c'est cela la vocation du Cirque Baroque, allier toutes les formes artistiques, ne pas se cantonner en une seule.
En 1973, Christian Taguet, comédien formé au théâtre national de Strasbourg, est en quête de nouveaux publics et d'espaces de représentation neufs. Il crée sa compagnie sous le nom du Puits aux Images. Son but : rompre avec la forme canonique du cirque traditionnel et raconter une histoire où les numéros sont reliés par une mise en scène globale.
Dans sa première époque, la compagnie s'installe dans les cours du quartier du Marais à Paris. À son registre, des spectacles de rue à partir des textes de Molière, Dario Fo et Casona.
En 1979, la compagnie se construit avec les moyens du bord un chapiteau et des gradins et opte pour un cirque théâtral avec une linéarité du récit. C'est le début d'une rénovation du spectacle de cirque que d'aucun appelleront « nouveau cirque. »
C'est sept ans plus tard, en adoptant le nom du Cirque Baroque et en créant  un spectacle éponyme, que Christian Taguet affirme son choix pour des spectacles plus esthétiques et plus chaotiques, pouvant raconter à tous les publics toutes les histoires. Les créations s'enchaînent alors et tournent dans le monde entier.
Grand prix national du Cirque en 1986.
Christian Taguet est chevalier des Arts et des Lettres.

## Créations
- 1986 : Baroque, présenté à Paris place de l'Arsenal et en 1988 pendant le Festival d'Avignon
- 1989 : Trapèze dans l'azur, présenté à Paris et à Avignon
- 1992 : Noir baroque, créé à Nanterre et présenté à Avignon la même année
- 1995 : Candides, présenté au Festival d'Aurillac et à l'espace chapiteau au parc de la Villette mise en scène Mauricio Celedon
- 1998 : Ningen, au parc de la Villette mise en scène Augustin Letelier, musique originale de François Morel
- 1999 : Frankenstein, créé à Weimar et joué à Santiago du Chili mise en scène Augustin Letelier, musique originale de François Morel
- 2001 : Troie, présenté à Brunswick (Allemagne) et sur la pelouse de Reuilly (Paris 12e) mise en scène Augustin Letelier, musique originale de François Morel
- 2006 : La Guerre baroque, créée à Ansan (Corée du Sud) musique originale de Francois Morel et Tristan Joutard
- 2009 : Le Cirque des gueux créé à "Furies" et joué en octobre 2009 pelouse de Reuilly musique originale de Francois Morel et Eric Mouquet
- 2009 - 2017 : la trilogie Ivre d'équilibre - Le mur de l'équilibre - le cercle de l'équilibre de Pascal Rousseau, musiques d'Eric Bono pour les 2 premiers, François Morel pour le cercle
- 2016 : Titi tombe, Titi tombe pas de Pascal Rousseau, avec Lola Heude, mis en scène par Ami Hattab et musique originale de Marc Leroy

Dans le même temps, des spectacles de petites formes ont été créés et représentés un peu partout en France et dans le monde : Triple-Trap, Les Sept Péchés capitaux, À cour et en corps (toujours mis en musique par le compositeur François Morel), Triskel"", la trilogie Ivre d'équilibre - Le mur de l'équilibre - le cercle de l'équilibre de Pascal Rousseau, et le spectacle pour petits et grands Titi tombe, Titi ne tombe pas.